# Vogelschutzgebiet 'Unterer Niederrhein'
Vogelschutzgebiet 'Unterer Niederrhein' este o arie protejată (arie de protecție specială avifaunistică — SPA) din Germania întinsă pe o suprafață de 25.809,38 ha, integral pe uscat.

## Localizare
Centrul sitului Vogelschutzgebiet 'Unterer Niederrhein' este situat la coordonatele 51°42′54″N 6°25′34″E / 51.715°N 6.4261°E.

## Înființare
Situl Vogelschutzgebiet 'Unterer Niederrhein' a fost declarat arie de protecție specială avifaunistică în septembrie 1983 pentru a proteja 61 de specii de animale.

## Biodiversitate
Situată în ecoregiunea atlantică, aria protejată nu include niciun habitat protejat.
La baza desemnării sitului se află mai multe specii protejate de  păsări (61): lăcar-de-lac (Acrocephalus scirpaceus), ciocârlie-de-câmp (Alauda arvensis), pescăruș albastru (Alcedo atthis), rață sulițar (Anas acuta), rață lingurar (Anas clypeata), rață mică (Anas crecca crecca), rață fluierătoare (Anas penelope), rață cârâitoare (Anas querquedula), Anas strepera strepera, Anser albifrons albifrons, gâscă cu cioc scurt (Anser brachyrhynchus), gârliță mică (Anser erythropus), gâscă de semănătură (Anser fabalis), fâsă de luncă (Anthus pratensis), rață-cu-cap-castaniu (Aythya ferina), buhai de baltă (Botaurus stellaris stellaris), Branta leucopsis, Bucephala clangula, fugaci de țărm (Calidris alpina), fugaci roșcat (Calidris ferruginea), egretă mare (Casmerodius albus albus), Charadrius dubius curonicus, chirighiță neagră (Chlidonias niger), barză albă (Ciconia ciconia ciconia), erete de stuf (Circus aeruginosus), cristeiul de câmp (Crex crex), Cygnus columbianus bewickii, lebădă de iarnă (Cygnus cygnus), Falco peregrinus peregrinus, șoimul rândunelelor (Falco subbuteo), becațină comună (Gallinago gallinago), codalb (Haliaeetus albicilla), pescăruș-cu-cap-negru (Larus melanocephalus), Limosa limosa limosa, privighetoare (Luscinia megarhynchos), Luscinia svecica cyanecula, becațină mică (Lymnocryptes minimus), ferestraș mic (Mergus albellus), Mergus merganser merganser, gaia neagră (Milvus migrans), Numenius arquata arquata, grangur (Oriolus oriolus), vultur pescar (Pandion haliaetus), bătăuș (Philomachus pugnax), codroșul de pădure (Phoenicurus phoenicurus), Platalea leucorodia leucorodia, ploier auriu (Pluvialis apricaria), cresteț pestriț (Porzana porzana), Rallus aquaticus aquaticus, lăstun de mal (Riparia riparia), mărăcinar negru (Saxicola torquatus), chiră de baltă (Sterna hirundo), Tachybaptus ruficollis ruficollis, călifar roșu (Tadorna ferruginea), călifar alb (Tadorna tadorna), fluierar negru (Tringa erythropus), fluierar de mlaștină (Tringa glareola), fluierar cu picioare verzi (Tringa nebularia), fluierarul de zăvoi (Tringa ochropus), fluierarul cu picioare roșii (Tringa totanus), nagâț (Vanellus vanellus).